# São João do Peso
São João do Peso is een plaats (freguesia) in de Portugese gemeente Vila de Rei en telt 174 inwoners (2001).

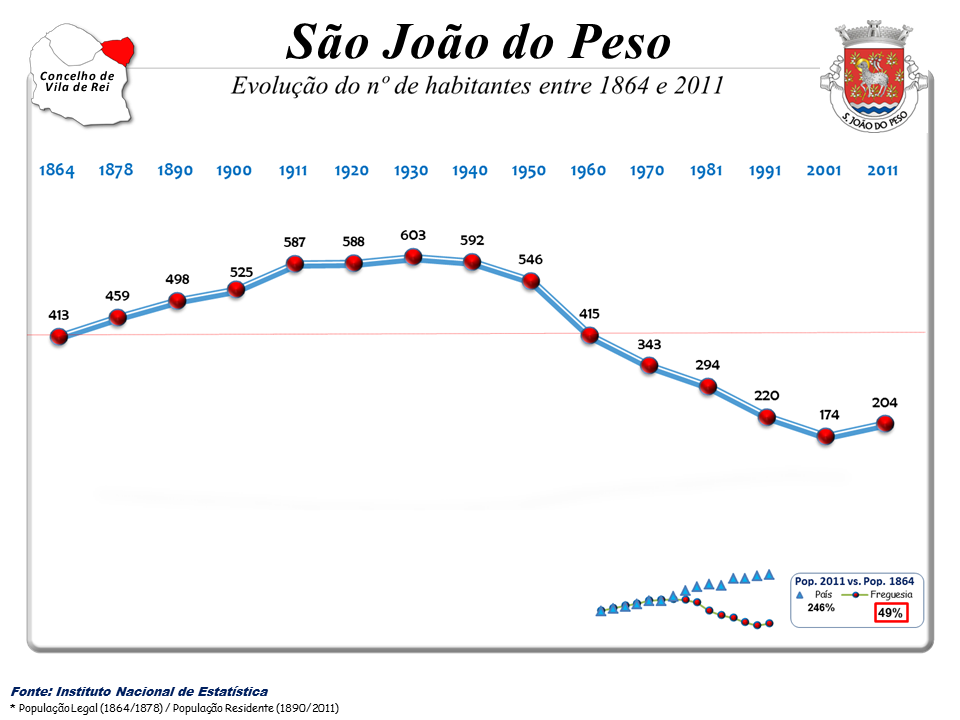
Bevolkingsontwikkeling tussen 1864 en 2011